# Carl Daniel Friedrich Bach
Carl Daniel Friedrich Bach (ur. 1 maja 1756 w Poczdamie, zm. 8 kwietnia 1829 we Wrocławiu) – niemiecki malarz barokowy, rysownik i rytownik.

## Życie i twórczość
Pochodził z żydowskiej rodziny kupieckiej. Nauki pobierał u mało znanego malarza i rytownika Andreasa Ludwiga Krügera w Poczdamie oraz za sprawą Karla Guicharda, w Berlinie, w tamtejszej Akademii Sztuk Pięknych. Jego talent i zdolności artystyczne zostały zauważone przez Józefa Ossolińskiego, który w 1780 roku sprowadził go do Warszawy i został jego pierwszym mecenasem. W 1784 roku wraz z Janem Potockim podróżował po Europie, m.in. skupował obrazy w Düsseldorfie, gdzie 15 grudnia 1785 roku został członkiem lokalnej Akademii Sztuki. Następnie odwiedził Paryż a następnie wyjechał do Włoch. Tam, w latach 1786-1792, na koszt Potockiego studiował, początkowo w Rzymie a później w Portici. 9 grudnia 1788 roku został wybrany na członka Akademii Florenckiej. Przebywał w Wenecji, Wiedniu i w Berlinie, gdzie wystawiał swoje prace - głównie kopie dzieł mistrzów włoskich.  

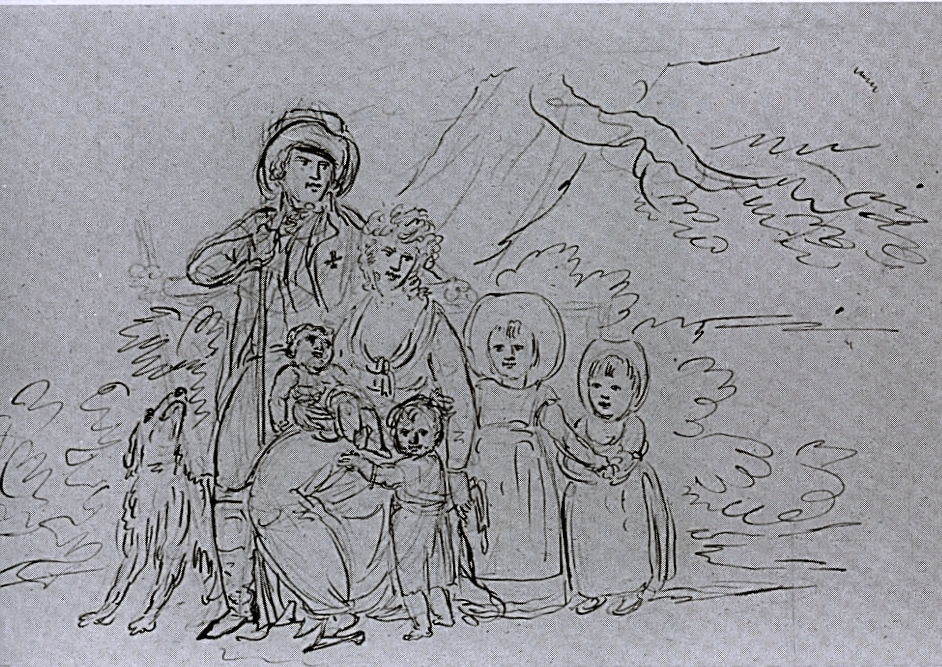
Autoportret z rodziną

W 1791 roku został mianowany profesorem i pierwszym dyrektorem Szkoły Sztuki we Wrocławiu (późniejszej Akademii Sztuk Pięknych). W dniu 23 czerwca 1794 roku został członkiem Królewskiej Akademii Sztuk i Nauk w Berlinie. Z jego inicjatywy utworzono zbiory rysunków zabytków Wrocławia wykonanych przez uczniów. W latach 1796–1797 współtworzył czasopismo poświęcone sztuce Der Torso. Był członkiem Śląskiego Towarzystwa Kultury Ojczyźnianej.
Carl Bach opublikowała dwa traktaty o sztuce: Umrisse der besten Köpfe und Parthien nach Rafaela Gemälden im Watykan i Anweisung Schöne FORMEN nach Einer einfachen Regel zu 'bilden, futro Künstler, Handwerker, und Freunde des schonen. Carl Bach umarł jako chrześcijański neofita.

## Twórczość
Malował obrazy zarówno o kompozycji alegorycznej i mitologicznej jak i religijnej i historycznej. Łączył w nich elementy barokowe i klasycystyczne. Jest autorem kilku autoportretów. W Muzeum Narodowym we Wrocławiu znajduje się jego portret z ok. 1780 roku nieznanego autora.
- Kobieta w naszyjniku z pereł - 1829, olej, tektura, 22,5 x 18,5 cm; sygnowany l.d.: F. Bach[5]
- Młody mężczyzna - olej, płyta cynowa, 23 x 18,5 cm; nie sygn[5].